# Bruno Murari
Bruno Murari (Treviso, 14 maggio 1936) è un inventore italiano.
Nel corso della sua carriera ha brevettato circa 200 invenzioni nel campo della progettazione dei circuiti, delle tecnologie di potenza e dei dispositivi MEMS (Micro Electro Mechanical Systems). È l'unico italiano ad aver ricevuto il Premio Elmer A. Sperry, che viene assegnato a chi si è distinto con contributi ingegneristici di provata efficacia per fare avanzare il campo dei trasporti.

## Biografia
Cresce a Venezia, sull'isola di San Giorgio e, dopo aver conseguito il diploma di perito industriale elettrotecnico, nel 1955 presso l'Istituto Tecnico "A. Pacinotti" di Mestre, inizia a lavorare in Edison Volta, per la quale progetta sottostazioni e linee elettriche in Val Camonica.
Nel 1961 viene assunto alla Somiren (Società Minerali Radioattivi Energia Nucleare) di San Donato Milanese, una piccola società del gruppo Agip Nucleare. Dopo il lavoro, frequenta le lezioni serali dell’Istituto Radiotecnico Aurelio Beltrami ed ottiene due anni più tardi il diploma di perito elettronico.
Nel novembre del 1961 passa alla SGS (
Società generale semiconduttori) di Agrate Brianza, oggi STMicroelectronics, startup fondata da Adriano Olivetti e Virgilio Floriani, fondatore della Telettra, dapprima presso il Laboratorio applicazioni e poi nel gruppo di progettazione dei circuiti integrati lineari.
Grazie alla partnership con la società di semiconduttori Fairchild Semiconductor, Murari inizia a collaborare con Bob Widlar, uno dei pionieri del design di circuiti integrati.
Alla fine degli anni ’60 sviluppa i primi amplificatori audio a circuito integrato per TV e radio portatili. In seguito adatta la tecnologia per circuiti integrati, inizialmente sviluppata in ambito elettronica di consumo, al mercato automotive, ottenendo il primo regolatore di tensione a involucro metallico per alternatori automobilistici, realizzato con il processo bipolare di STMicroelectronics.
Dal 1998 ha iniziato lo sviluppo delle tecnologie e di alcuni dispositivi MEMS (Micro Electro-Mechanical Systems, sistemi micro elettro-meccanici), come i trasduttori di pressione e gli accelerometri multiassiali, che sono stati utilizzati nei videogiochi, negli smartphone ed in numerosi prodotti tecnologici.
Nella sua carriera, ha progettato personalmente 10 circuiti integrati, ha diretto lo sviluppo di oltre 2.000 circuiti integrati e ha ottenuto più di 200 brevetti nel campo della progettazione dei circuiti, delle tecnologie di potenza e dei dispositivi MEMS.
È un esperto di aeromodellismo a volo libero.

## Opere
- Murari, B. (Bruno), Bertotti, F. (Franco) e Vignola, G. A. (Giovanni A.), Smart Power ICs : technologies and applications, Springer, 1996, ISBN 3540603328, OCLC 34513152. URL consultato il 17 settembre 2019.
- IEEE Industrial Electronics Society., American Society of Mechanical Engineers. Dynamic Systems and Control Division. e IEEE Robotics and Automation Society., 2001 IEEE/ASME International Conference on Advanced Intelligent Mechatronics : proceedings : 8-12 July, 2001, Teatro Sociale, Como, Italy, IEEE, 2001, ISBN 0780367367, OCLC 48891717. URL consultato il 19 settembre 2019.
- IEEE, Electron Devices Society Staff,, 1995 International Electron Devices Meeting., IEEE, 1995-12, ISBN 9780780327009, OCLC 812632708. URL consultato il 19 settembre 2019.
- Institute of Electrical and Electronics Engineers. e IEEE Electron Devices Society., Transducers '03 : the 12th International Conference on Solid-State Sensors, Actuators and Microsystems : digest of technical papers : [June 9-12, 2003], Boston, IEEE, 2003, ISBN 0780377311, OCLC 812614177. URL consultato il 19 settembre 2019.
- Institute of Electrical and Electronics Engineers. e University of Pennsylvania., 2003 IEEE International Solid-State Circuits Conference : digest of technical papers : ISSCC 1954-2003, 1st ed, IEEE, 2003, ISBN 0780377079, OCLC 53457374. URL consultato il 20 settembre 2019.

## Premi e onorificenze
- 1993: finalista per il premio "EDN Innovator of the Year"
- 1995: European SEMI Award[8]

- 2010: Murari tra i dieci innovatori del decennio secondo "Il Sole 24 ore"[11]
- 2011: Premio Sapio per l'industria[12]
- 2014: Lifetime Achievement Award da parte del MEMS and Sensors Industry Group[13]
- 2017: Premio Elmer A. Sperry per essere stato tra i primi a capire che il silicio non vanta solo straordinarie proprietà elettriche ma anche proprietà fisiche e meccaniche uniche e per i suoi contributi allo sviluppo dei primi amplificatori audio a circuito integrato per TV e radio portatili per la SGS (Società Generale Semiconduttori).[14]